# サンディエゴ・コンキスタドアーズ
サンディエゴ・コンキスタドアーズ(San Diego Conquistadors)は、アメリカ合衆国に存在したABAのバスケットボールチームである。
チームはカリフォルニア州サンディエゴを本拠地として、またABAの歴史上唯一のエキスパンションチームであった。チームは1972年から1975年まで存続し、最初はコンキスタドアーズ、その後サンディエゴ・セイルズとなった。

## 歴史
1973-74シーズン、プレイオフ進出が決まった後、チームはウィルト・チェンバレンと60万ドルでプレイヤーコーチとして契約した。しかしロサンゼルス・レイカーズがスターだったチェンバレンが新しいチームでプレイすることを妨害し、彼はコーチとしてしか7フィート1インチの巨体を見せることができなかった。このことは彼の自叙伝に記載されている。この年チームはプレイオフに進出したが1回戦で敗退した。
3シーズン目の1974-75シーズンにチームはチェンバレンを失ったがようやくサンディエゴ・スポーツアリーナ（San Diego Sports Arena）を手に入れた。しかしチェンバレンを失ったチームはサンディエゴ市民から無視され続けた。
1975年、チームはデンバー・ナゲッツの共同オーナーとして成功したフランク・ゴールドバーグに売却された。彼はチーム名をサンディエゴ・セイルズと名前を変えて、ミネソタ大学のコーチだったビル・マッセルマン（Bill Musselman）と契約した。そして1974-75シーズンの中堅チームからチャンピオンシップを狙えるチームへの変貌を狙った。 
しかしセイルズは、1975年10月24日の開幕戦にわずか3,060人しかあつめることができず、ナゲッツへの敗北、3勝8敗でのシーズンスタートなどでさらに減ってしまい、3試合目のホームゲーム、サンアントニオ・スパーズとの試合では1,670人となってしまった。ゴールドバーグはすぐにサンディエゴがABAとNBAの合併話から外されていることを知った。伝えられるところではレイカーズのオーナーがカリフォルニア州南部にチームよりさらに南に新チームが加わるのを拒んだという。
ゴールドバーグはファンのサポートのなさと、将来的な見通しのなくなったことにより11月12日にチームを解散した。
サンディエゴの崩壊に続いてボルチモア・クロウズ（Baltimore Claws）とユタ・スターズのチームも失敗に終わり、ABAは7チームとなってしまった。そしてリーグの消滅が早まった。NBAは1976年にリーグに4チームを吸収した。

## サンディエゴのNBAチーム
1967年から-1971年、サンディエゴにはサンディエゴ・ロケッツがあった。ヒューストン大学（University of Houston）出身で後にワシントン・ブレッツのスター選手となるエルヴィン・ヘイズを獲得したが十分な支持がされなかった。チームはテキサス州ヒューストンに移転、ヘイズは愛情的な地元のファンに迎えられた。1978年にはNBAのバッファロー・ブレーブズが移転してきたが、1984年にロサンゼルス･レイカーズが存在していたにもかかわらずロサンゼルスへ移転して、ロサンゼルス・クリッパーズとなった。その後サンディエゴにプロバスケットボールチームはできていない。

## 歴代ヘッドコーチ
- K・C・ジョーンズ（K.C. Jones） 1972-73
- ウィルト・チェンバレン（Wilt Chamberlain） 1973-74
- アレックス・グローザ（Alex Groza） 1974-75
- ベリル・シプリー（Beryl Shipley） 1974-75
- ビル・マッセルマン（Bill Musselman） 1975-76